# Паулу-Афонсу (мікрорегіон)
Паулу-Афонсу (порт. Microrregião de Paulo Afonso) — мікрорегіон в Бразилії, входить в штат Баїя. Складова частина мезорегіону Валі-Сан-Франсіскану-да-Баїя. Населення становить 161 149 чоловік на 2005 рік. Займає площу 12 171.506 км². Густота населення — 13.2 чол./км².

## Склад мікрорегіону
До складу мікрорегіону включені наступні муніципалітети:
1. Абаре
2. Шоррошо
3. Глорія
4. Макуруре
5. Паулу-Афонсу
6. Роделас

| Бразилія | Це незавершена стаття з географії Бразилії. Ви можете допомогти проєкту, виправивши або дописавши її. |